# Ноблесснер (квартал)
Кварта́л «Но́блесснер», также кварта́л Но́блесснера (эст. Noblessneri kvartal) — офисно-жилой квартал и историческая достопримечательность в Таллине, столице Эстонии. Возводится на территории бывшего судостроительного завода «Ноблесснер». Один из городских кварталов, наряду с кварталами Ротерманна, «Вольта» и «Теллискиви», создаваемых про принципу сочетания исторического промышленного наследия с лучшими решениями современного городского пространства. Концепция квартала «Ноблесснер», ставшая победителем международного архитектурного конкурса, ставит во главу угла создание прибрежной среды с дружелюбным человеку пространством для жизни, работы и отдыха. Начало созданию квартала было положено в 2014 году на основе архитектурного проекта, разработанного в 2007 году.  Квартал демонстрирует углубление определённых пространственно-социальных закономерностей развития сферы недвижимости в Эстонии. Наряду с новым строительством в квартале сохранены и реконструируются объекты культурно-исторического значения —  строения завода «Ноблесснер», являющиеся памятниками архитектуры начала XX века. Рядом с кварталом расположен яхтенный порт «Ноблесснер» — бывшая Петровская гавань.

## Расположение
После распада СССР все предприятия союзного значения в Таллине были ликвидированы, некоторые — преобразованы в небольшие акционерные общества. В 1990-х годах промышленность начала покидать и приморские районы Таллина: Каламая, Карьямаа, Копли, Ситси. Здесь прекратили свою деятельность Таллинский судоремонтный завод, Межколхозная судоверфь «Эстрыбакколхозсоюза», рыболовецкий колхоз «Маяк», завод «Вольта», Таллинский машиностроительный завод, завод «Ильмарине», «Балтийская мануфактура» и другие крупные предприятия. На месте многих из них начали создаваться новые офисно-жилые кварталы. Современный квартал «Ноблесснер» был основан в 2007 году в Петровской гавани (со 2 октября 2013 года — порт Ноблесснер), на территории бывшего Таллинского судостроительного завода (в 1912—1916 годах — завод «Ноблесснер»). Развитием недвижимости  здесь занялся прибалтийский концерн «BLRT Grupp».

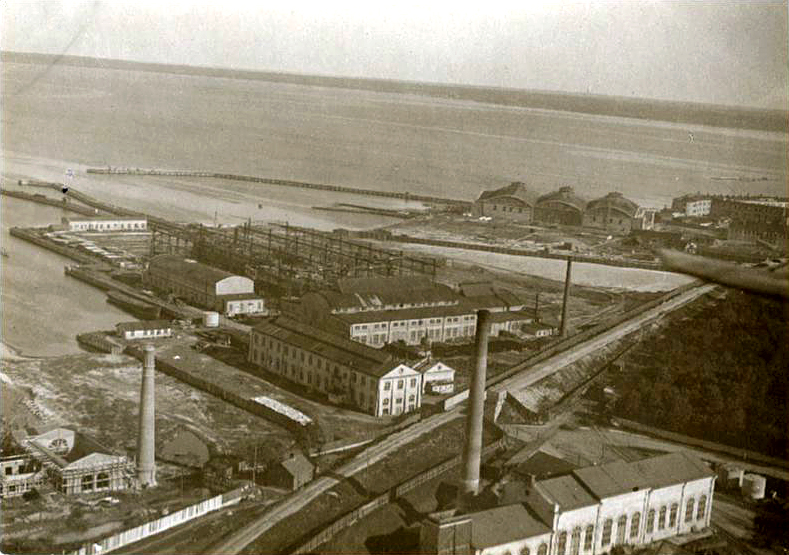
Аэрофото завода «Ноблесснер»,
1930-е годы

Квартал «Ноблесснер», признанный лучшим городским проектом в странах Балтии, расположен в микрорайоне Каламая у порта «Ноблесснер», между Лётной гаванью и Минной гаванью, в нескольких минутах ходьбы от центра Таллина и Старого города. То, что когда-то было заводом по производству подводных лодок, в первой четверти XXI века превратилось в современный портовый район, открытый морю. Здесь расположены исторические промышленные здания (восемь из них внесены в Регистр памятников культуры Эстонии как памятники архитектуры), большинство из которых реконструированы, художественные галереи, предприятия культуры, производственные и торговые предприятия, рестораны и новые жилые дома.

### Улицы и площади
По территории квартала проходит старинная улица Каларанна, с юга его границей является улица Тёэстузе. В 2010-х годах через квартал были проложены новые улицы: Аллвеэлаэва (утверждена таллинской горуправой 23 октября 2013), Везиленнуки (28 сентября 2011), Пеэтри (23 октября 2013) и Стаапли (23 октября 2013). От Лётной гавани квартал отделён улицей Леннусадама (28 сентября 2011 года), от Минной гавани — улицей Мийнисадама (7 апреля 2021) . В 2014 году образовавшаяся на перекрёстке новых улиц площадь получила имя российского мореплавателя Адама Иоганна фон Крузенштерна.

## История квартала
Квартал «Ноблесснер», ставший ориентиром на пути Таллина к открытию приморской зоны, стал создаваться после успеха кварталов Ротерманна и «Теллискиви». Активная застройка недвижимости на территории бывшего завода «Ноблесснер» началась в 2010-х годах. Первым промышленным зданием, переоборудованным под офисное помещение, стал склад с массивными известняковыми стенами по адресу улица Пеэтри 11 (памятник архитектуры). Его реконструкция была завершена в 2014 году.
В последующие годы были реконструированы ещё несколько строений бывшего завода «Ноблесснер», построенные в 1914—1915 годах (памятники архитектуры), среди них:
- административное здание, ул. Тёэстузе 48; в 2015 году перестроено в офисное здание[16];
- аккумуляторный цех, ул. Пеэтри 3; в 2017 году перестроен в офисно-торговое здание[17], где размещается норвежско-эстонское предприятие «Shishi». Международный бренд предлагает идеи для оформления интерьера[18];
- судостроительно-литейный цех, ул. Пеэтри 10[19]. В здании работает фабрика открытий «Proto» — современный центр виртуальной реальности, представляющий особый интерес для семей с детьми. В игровой форме здесь можно получить представление о природных и физических явлениях[20]. Здание имеет хорошую акустику. В 2015 году в нём выступил (третий раз в Эстонии с 2011 года) американский певец Ариэль Пинк[21]; здесь прошёл концерт, содержавший произведения Арво Пярта[4];
- цех корабельных систем, ул. Пеэтри 12[22]. В здании разместился художественный центр «Кай» («Kai» — с эст. «Причал»)[23];

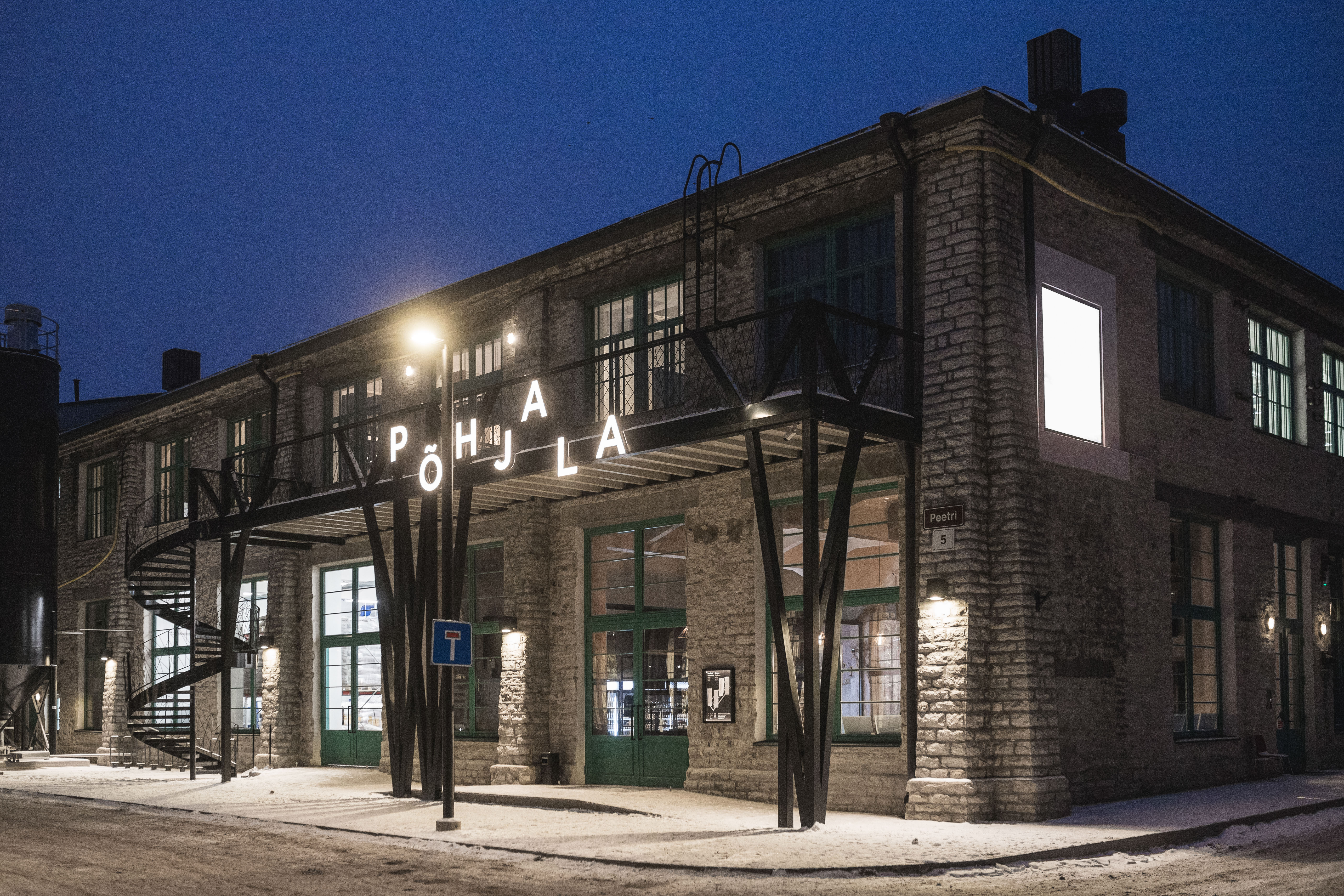
Пивоварня «Пыхъяла» и её паб в бывшем вспомогательно-ремонтном цехе завода «Ноблесснер»

- вспомогательно-ремонтный цех, ул. Пеэтри 5 / Тёэстузе 48b[24]. В 2018 году, после реконструкции здания в нём разместились крафтовая пивоварня «Пыхъяла» («Põhjala») и её паб[25];
- водонапорная башня-жилой дом, ул. Тёэстузе 46; реконструкция была проведена в 2018 году[26], в настоящее время в здании размещается Интернациональная школа Монтессори[27];
- заводская электростанция площадью более 4000 м², ул. Пеэтри 7; в 2021 году перестроена в офисно-жилое здание[28] [29];
- сарай дома инженеров, ул. Тёэстузе 52; находится в пользовании Департамента полиции и погранохраны[30].

Перестройка жилого дома заводских инженеров (ул. Тёэстузе 52, памятник архитектуры) в офисное здание началась ещё в 1994 году, и в настоящее время в нём размещается Центральная криминальная полиция Эстонии.
Квартал Ноблесснера — это частное общественное пространство (англ. privately owned public space или pops), т. е. хотя оно и находится в частной собственности, по закону должно быть открыто для общественности.
По состоянию на 2023 год квартал был ещё далёк от завершения, но уже стал известным благодаря проводимым на его территории культурным мероприятиям. До своего окончательного завершения квартал «Ноблесснер» был назван ещё одной историей успеха Эстонии в повторном использовании архитектуры и развитии недвижимости. Квартал был хорошо принят не только сектором недвижимости и профессионалами в области архитектуры, но и обычными гражданами и культурным сектором столицы, а также учреждениями по охране культурного наследия — это само по себе довольно редкое достижение в Эстонии. В этом районе расположено несколько известных культурных и общепитовских учреждений, а также производственных компаний. На открытом воздухе проводятся различные мероприятия, и в хорошую погоду идёт оживлённая уличная жизнь. По мнению эстонского ландшафтного архитектора Ханнеса Аава (Hannes Aava), квартал «Ноблесснер» — это единственное место в столице, которое смогли бы оценить и те, кто приветствует новую урбанистическую идеологию Яна Гейла.

## Новое строительство

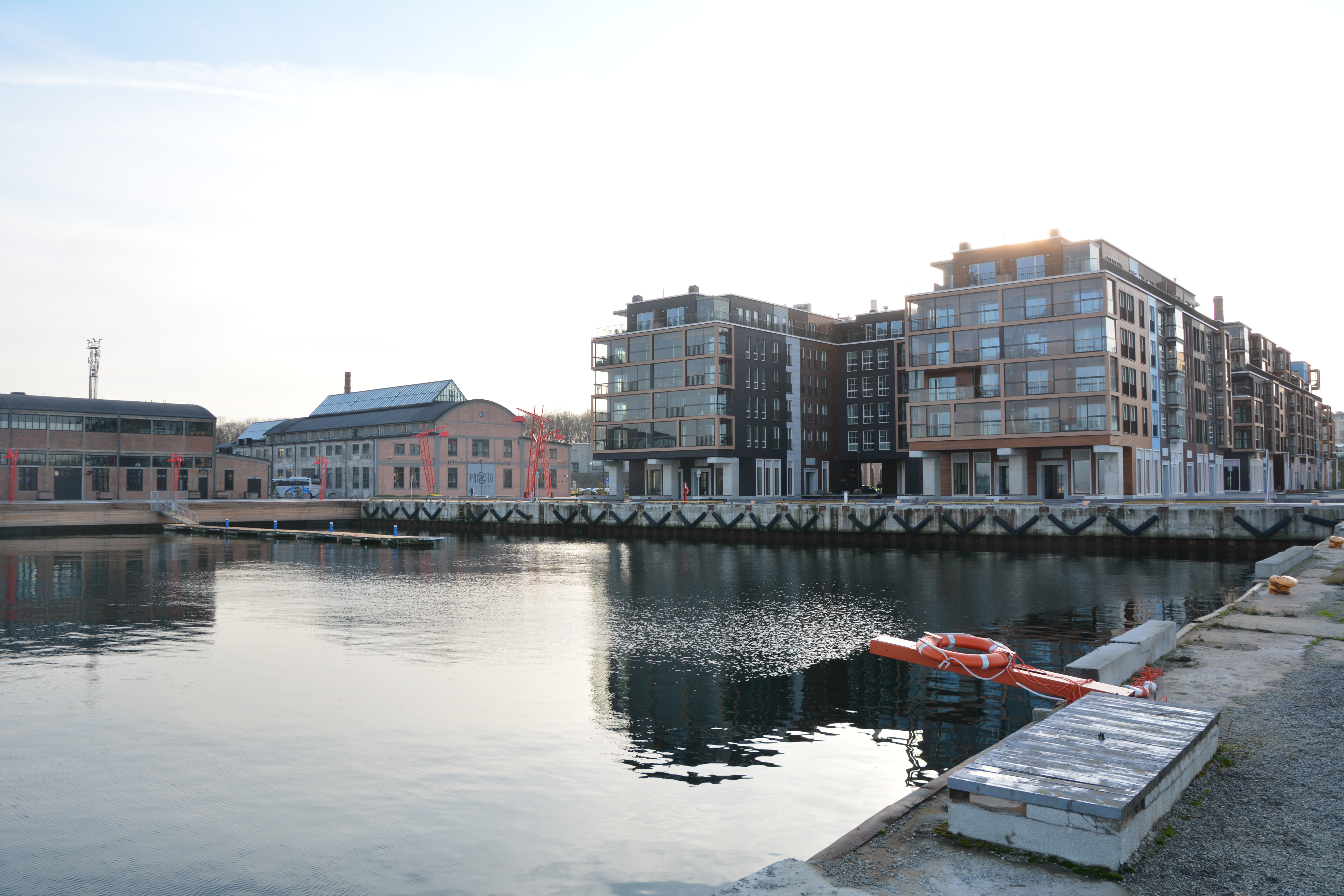
Жилые дома на улице Стаапли, построены в 2018 году

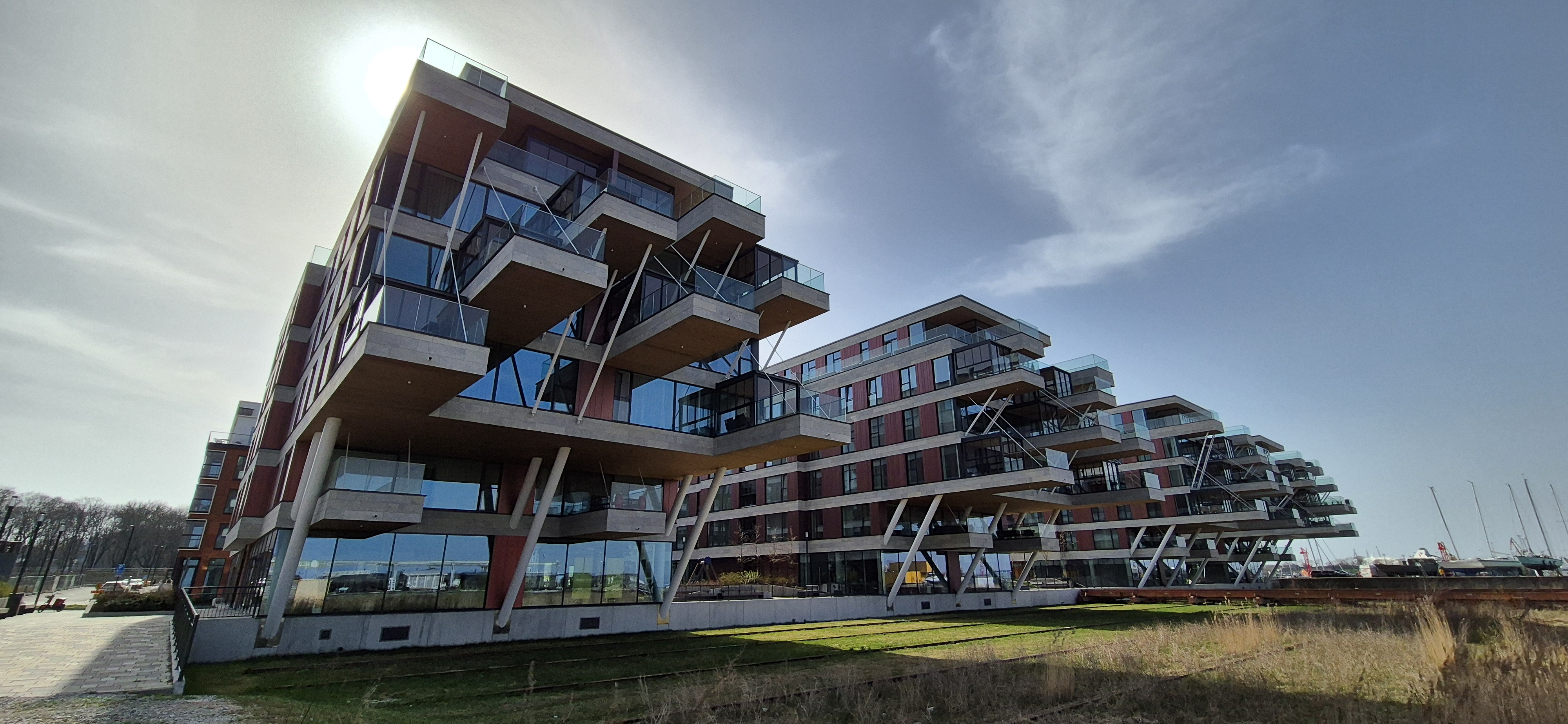
Офисно-жилые дома на улице Везиленнуки, построены в начале 2020-х годов

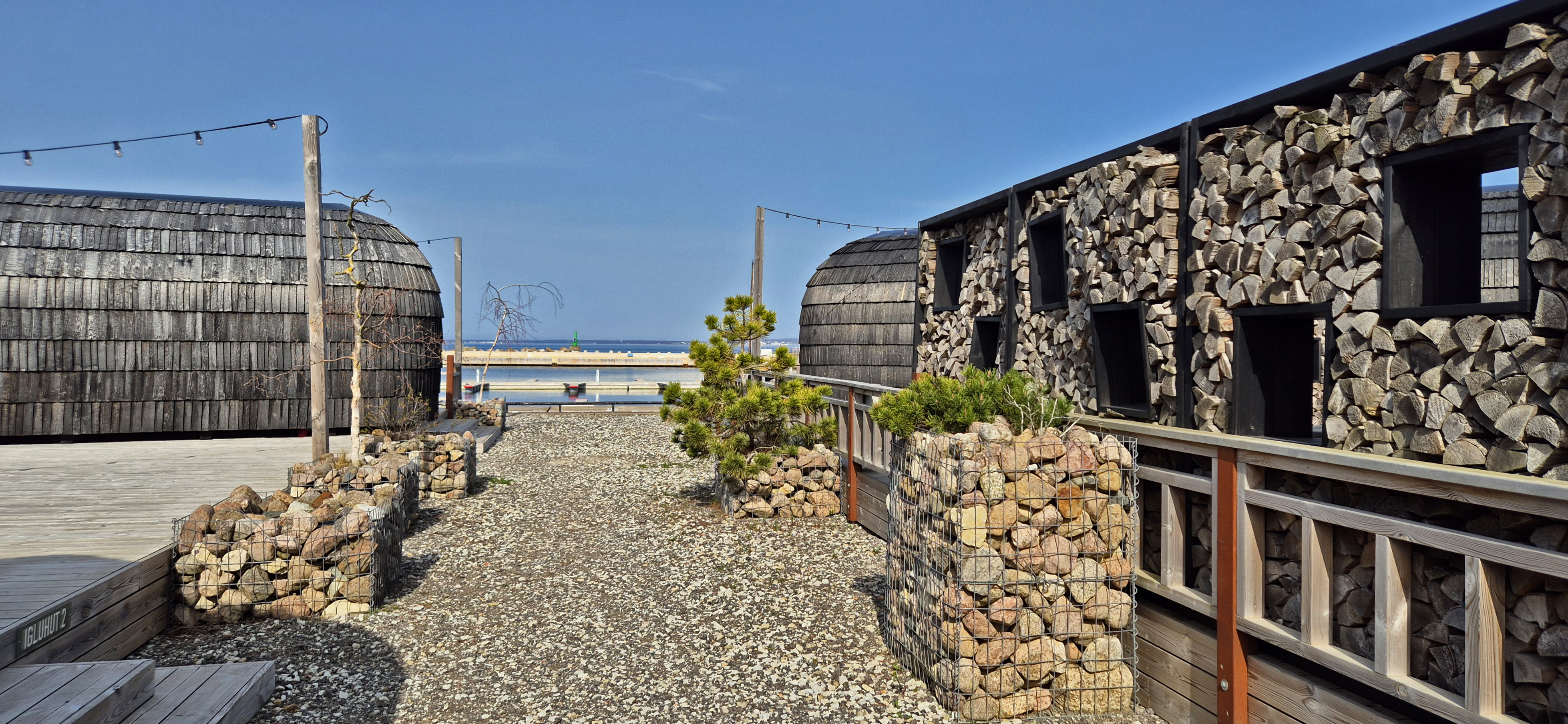
Иглу-парк «Ноблесснер»

Основной пространственный дизайн квартала «Ноблесснер» был определён архитектурным конкурсом 2007 года, выигранным датским бюро «Hvidt & Mølgaard», детальным планом 2013 года, реализованным на основе победившего проекта, и жилищным конкурсом 2014 года, выигранным эстонским архитектурным бюро «Pluss Arhitektid».
Квартал« Ноблесснер» создаётся на основе следующих — т. н. «золотых» — правил:
- ограниченная высота зданий;
- городское пространство с разнообразными функциями;
- выделение уличных территорий для бизнеса;
- проектирование улиц, удобных для людей. Последнее, кроме всего прочего, означает, что скорость движения автомобилей в квартале снижена до минимально возможного уровня, а доступ автотранспортным средствам и парковка на его улицах строго ограничены[5].

Проект победителя архитектурного конкурса решил поставленную задачу более широко: все новые дома имеют подземные парковки, а ведущие к ним пандусы перенесены внутрь зданий, чтобы не мешать проезжей части и пешеходам.
На первом этапе новой жилой застройки «Ноблесснера», в 2018—2019 годах, концерн «BLRT Grupp» в сотрудничестве со строительной фирмой «Merko Ehitus» построил четыре многоквартирных дома прямо на берегу моря — в общей сложности более 200 квартир и почти 3700 м² торговых и коммерческих площадей (улица Стаапли). Строительство второй очереди началось в 2021 году и завершилось в 2024 году. Наиболее важные события в квартале Ноблесснера в этот период — строительство пяти шестиэтажных офисно-жилых домов на улице Везиленнуки, шестиэтажного офисно-жилого здания на улице Аллвеэлаэва и реконструкция остальных исторических заводских зданий, в общей сложности около 44 000 м² квартир и коммерческих помещений.
В июле 2016 года был открыт т. н. бета-променад — прибрежная пешеходная дорожка, которая использует имеющийся ландшафт и создаёт возможности для прогулок и отдыха у моря. Променад ведёт от Рыбной гавани до квартала Ноблесснера через территорию Батарейной тюрьмы и Лётную гавань и является тестовой версией настоящего морского променада. Променад был открыт до осени с 8 утра до 23 вечера. На ночь ворота между Рыбной гаванью и Батарейной тюрьмой, а также между Лётной гаванью и кварталом Ноблесснера закрывались из соображений безопасности.  В 2021 году начались работы по строительству постоянного променада со всей необходимой ему инфраструктурой.
В 2024 году по адресу ул. Аллвеэлаэва 4 был построен шестиэтажный офисно-жилой дом с подземным этажом.
На берегу моря возведён Иглу-парк «Ноблесснер», в котором есть хижины трёх типов: иглу-домик (иглухут) для отдыха, иглу-офисы для работы и иглу-сауны для оздоровления. Все домики сделаны из дерева. В них есть душ, ванные принадлежности, холодильник и обогреватель, а также бесплатный беспроводной интернет.
Параллельно с созданием квартала Ноблесснера идут строительные работы в соседней Лётной гавани, в частности, в 2022 году там началось возведение Дома окружающей среды (ул. Везиленнуки, 12) — первого государственного здания Эстонии с деревянной архитектурой, спроектированного как единое целое с окружающими его парком и набережной. Там разместятся Министерство климата и его структурные единицы, Эстонский музей природы, офисы и общественные помещения.

## Премия
В 2020 году квартал «Ноблесснер» получил приз конкурса «Baltic Real Estate Awards» в категории «The Best Urban Regeneration» («Лучшее обновление городского пространства»).

## Наземные знаки
В квартале Ноблесснера есть несколько т. н. наземных знаков. Один из них — бывший фонарный столб, украшенный световой инсталляцией в виде птичьего гнезда, которую придумала пятилетняя жительница Эстонии Стина. Рисунок Стины победил в конкурсе дизайнеров, и в середине марта 2024 года «Гнездо», внутри которого есть три «аистиных  яйца», было завершено. В качестве визуальных ориентиров квартала также выступают стилизованные под портовые краны и выкрашенные в красный цвет осветительные мачты.

## Мероприятия
В квартале проводятся:
- персональные выставки;
- концерты;
- мероприятия таллинских «Дней моря»[эст.];
- спортивные соревнования;
- рабочие комнаты;

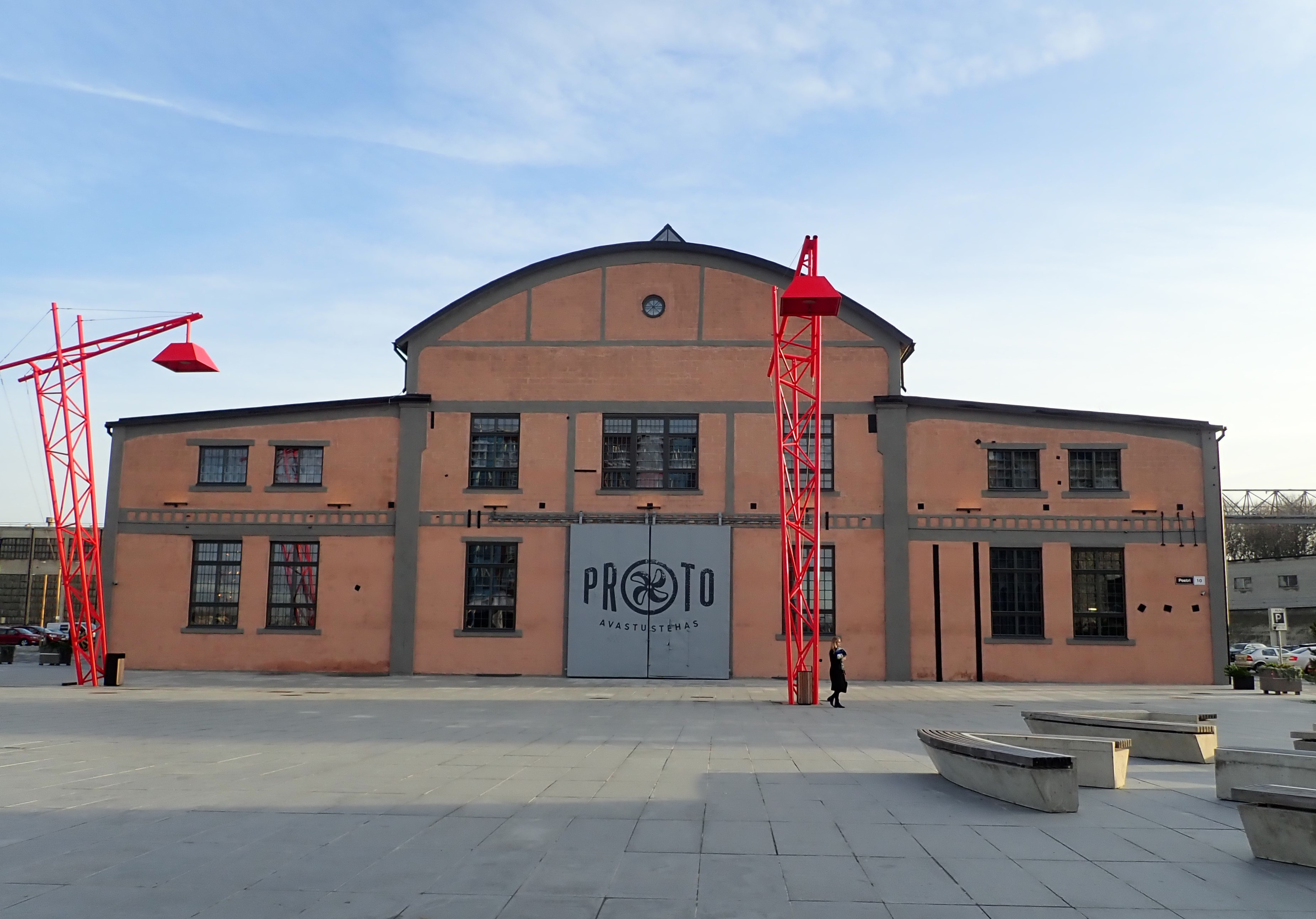
Фабрика открытий «Proto»

- предрождественские и новогодние мероприятия;
- празднование Рождества и пр.[44]

Эстонский центр архитектуры проводит на территории квартала полуторачасовые экскурсии. На территории квартала работает техно-клуб «Халл» («Hall» — с эст. «Холл», ул. Пеэтри 6).

Фабрика открытий «Proto»
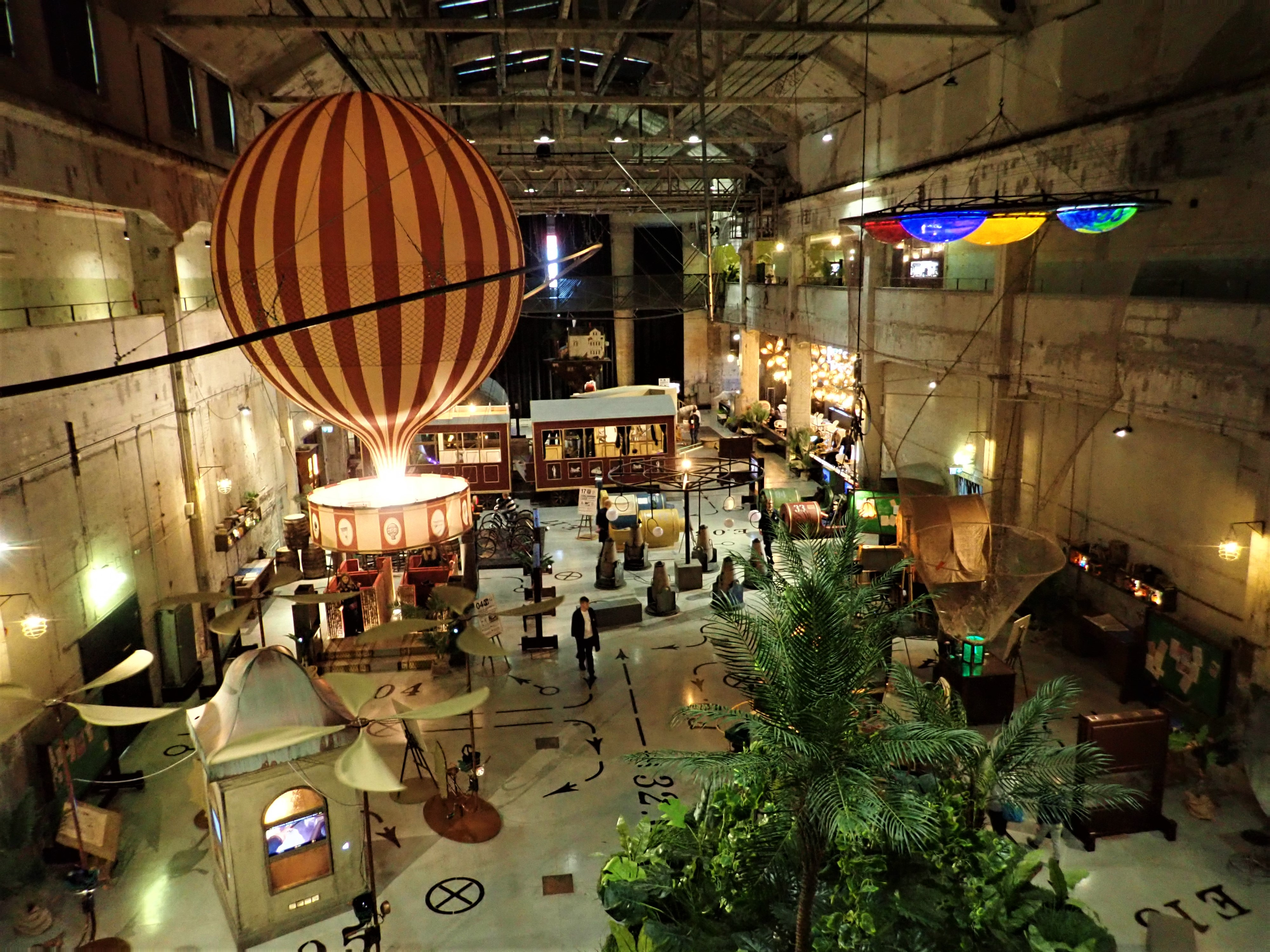
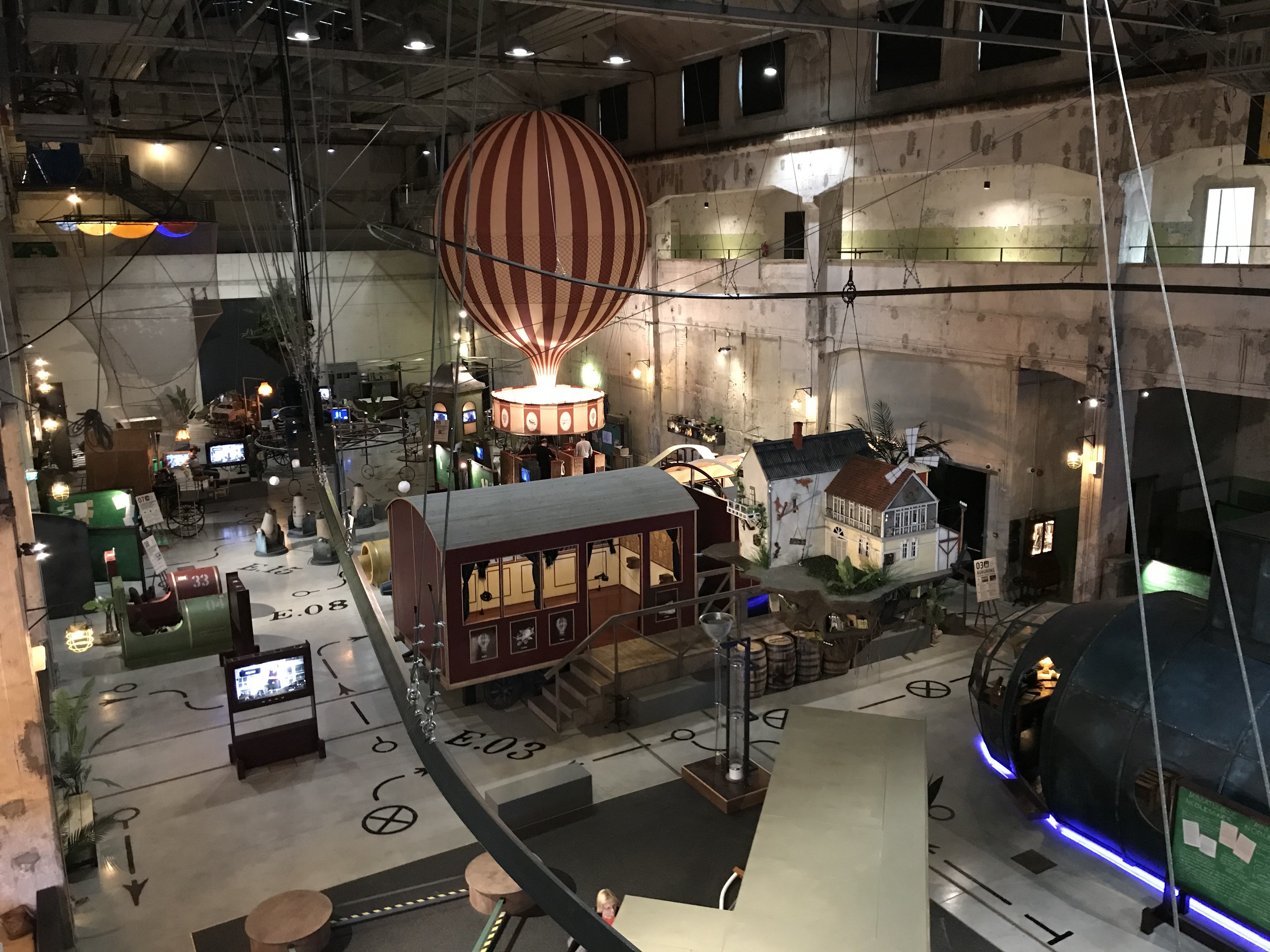
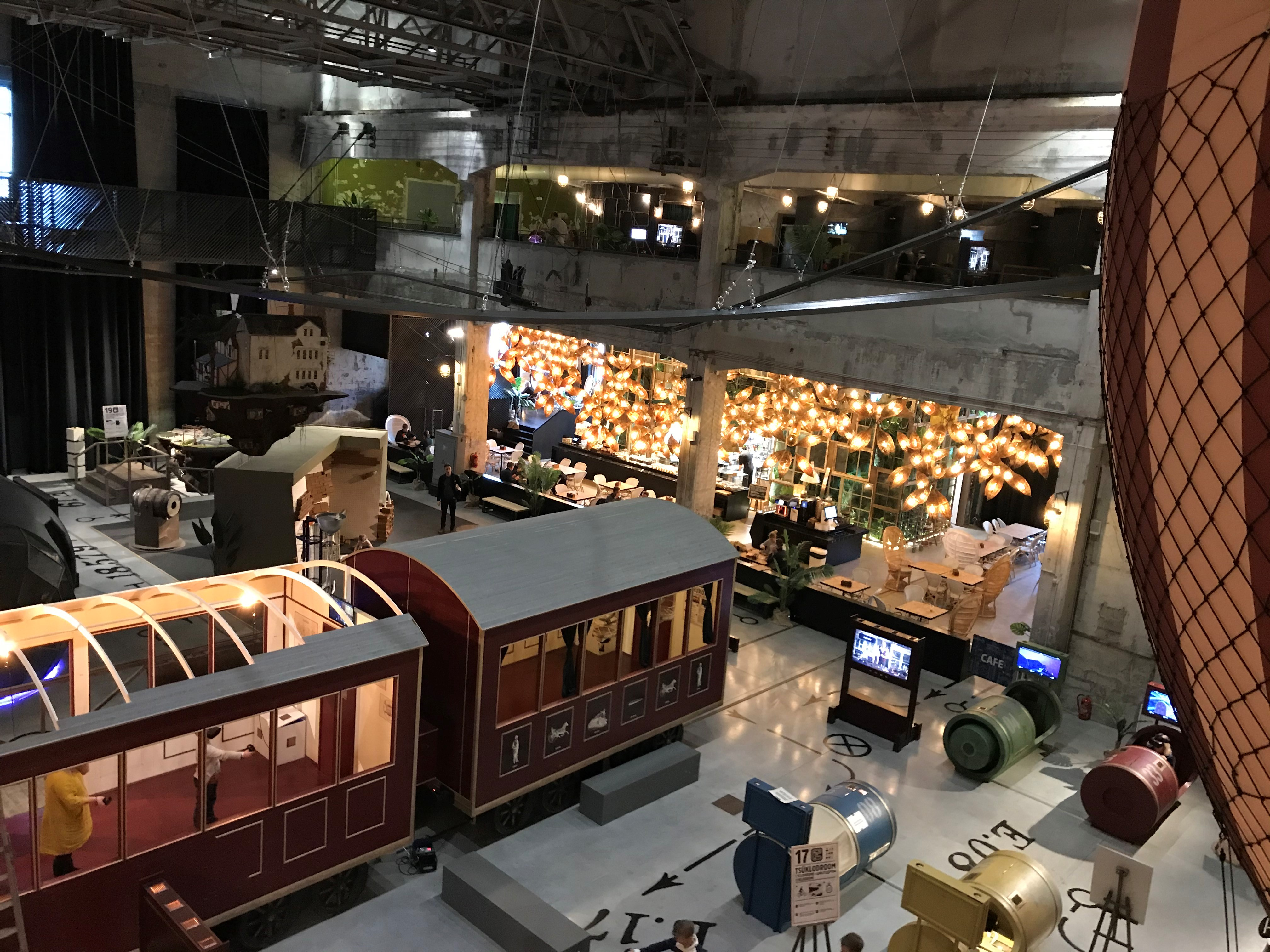
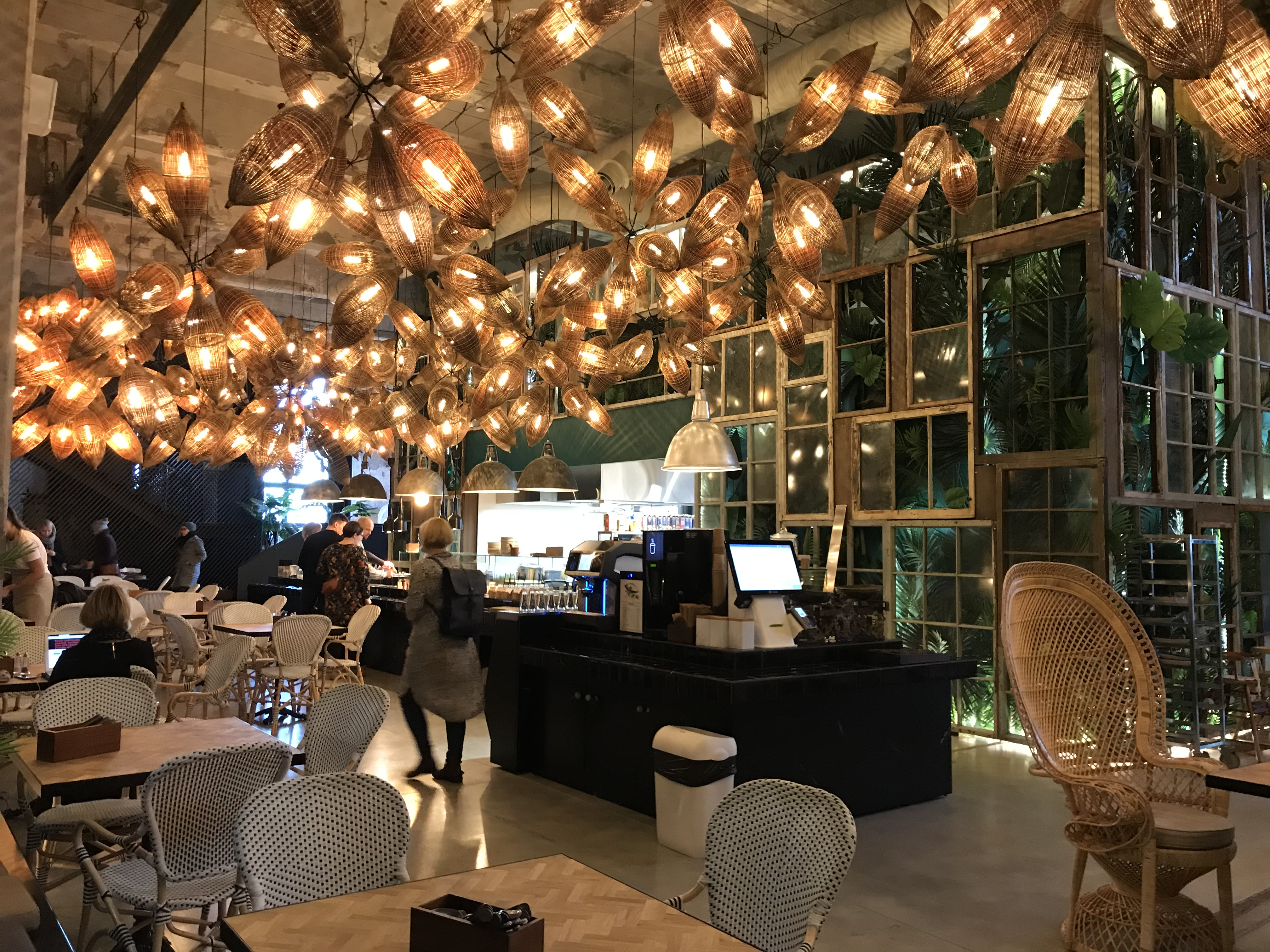

## Транспорт
Общественный транспорт
До квартала «Ноблесснер» можно доехать на городском автобусе № 73, остановка «Noblessneri» (открыта распоряжением Таллинской горуправы 18 ноября 2015 года). От виадука лестница ведёт прямо к «Ноблесснеру». Автобусом № 3 можно доехать до остановки «Kungla» на улице Тёэстузе (в частности, от гостиницы «Олимпия», площади Вабадузе или Дома торговли), затем пройти по улице около 100 метров и после парка Каламая повернуть на улицу Пеэтри.
Автомобиль
1) двигаясь из центра города по улице Каларанна, после Лётной гавани и белого квадратного здания ИТ-агентства повернуть направо на улицу Леннусадама, затем повернуть налево на улицу Аллвеэлаэва, где начинается территория квартала «Ноблесснер»;

2) двигаясь по улице Тёэстузе, свернуть с холма от здания Тёэстузе 48 на улицу Пеэтри, направляясь в сторону моря.
Парковка на территории квартала «Ноблесснер» платная.

## Галерея

Квартал Ноблесснера
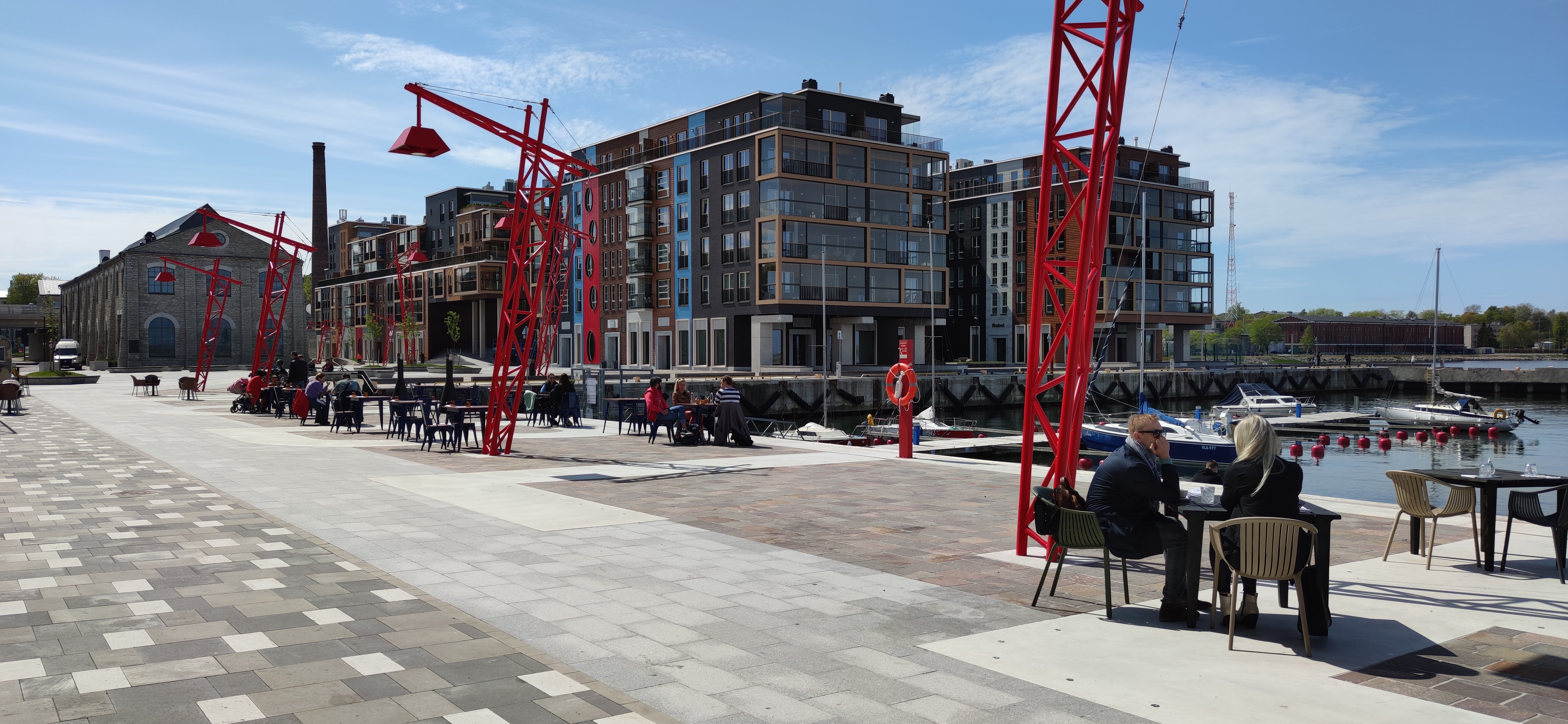
Улица Пеэтри, основана в 2013 году
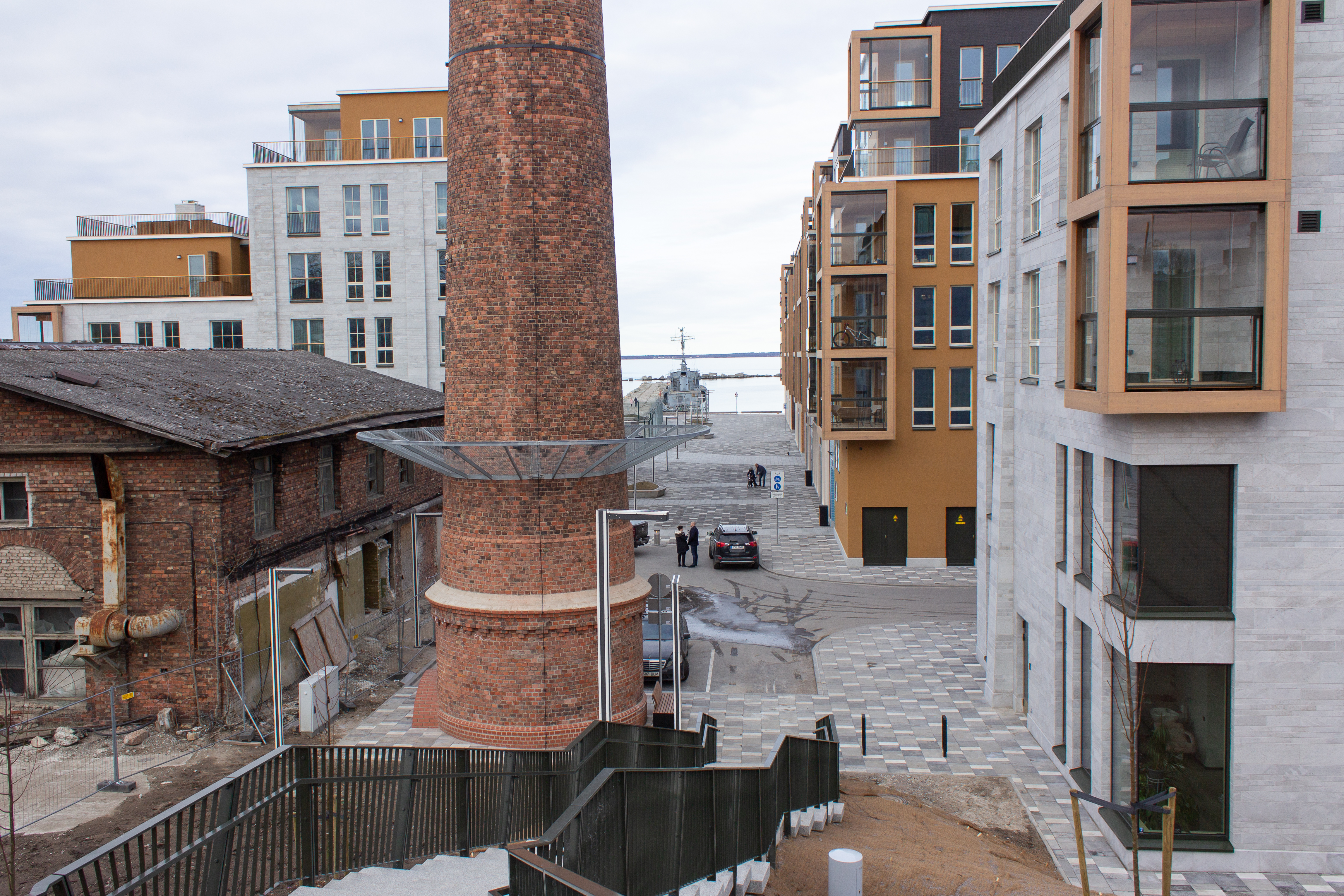
Улица Стаапли, основана в 2013 году
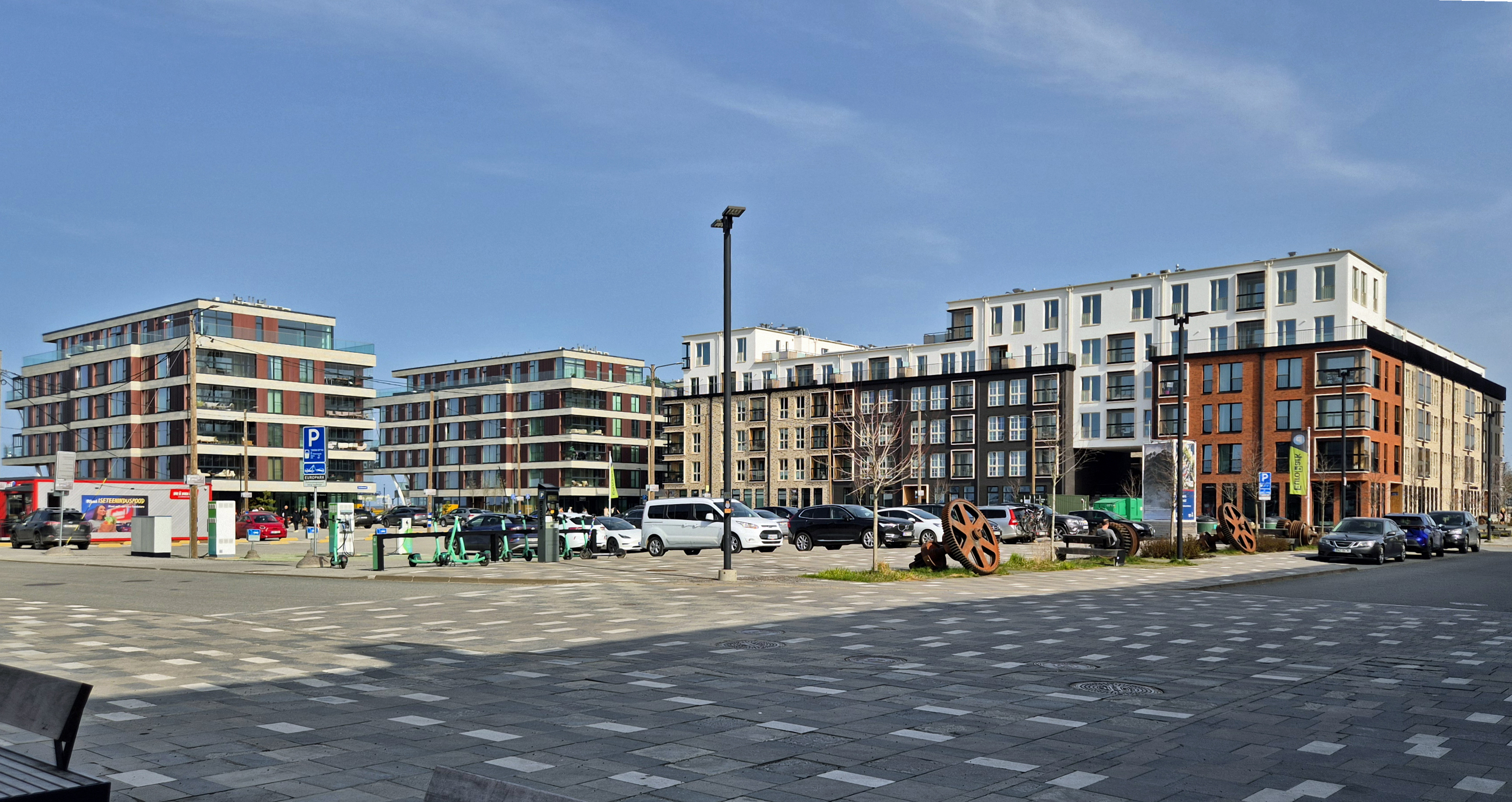
Дома на улице Везиленнуки, построены в 2020-е годы
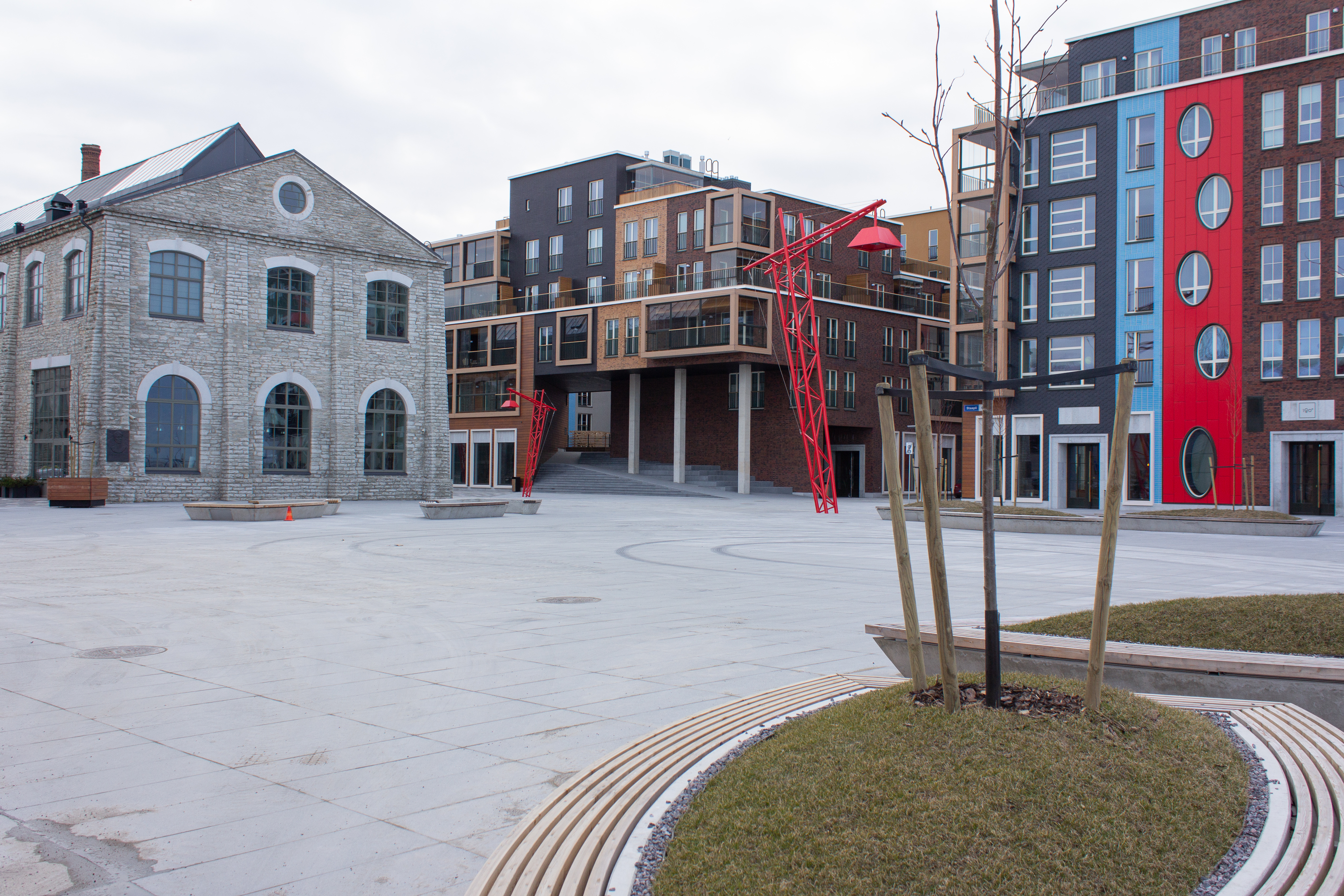
Площадь Адама Иоганна фон Крузенштерна
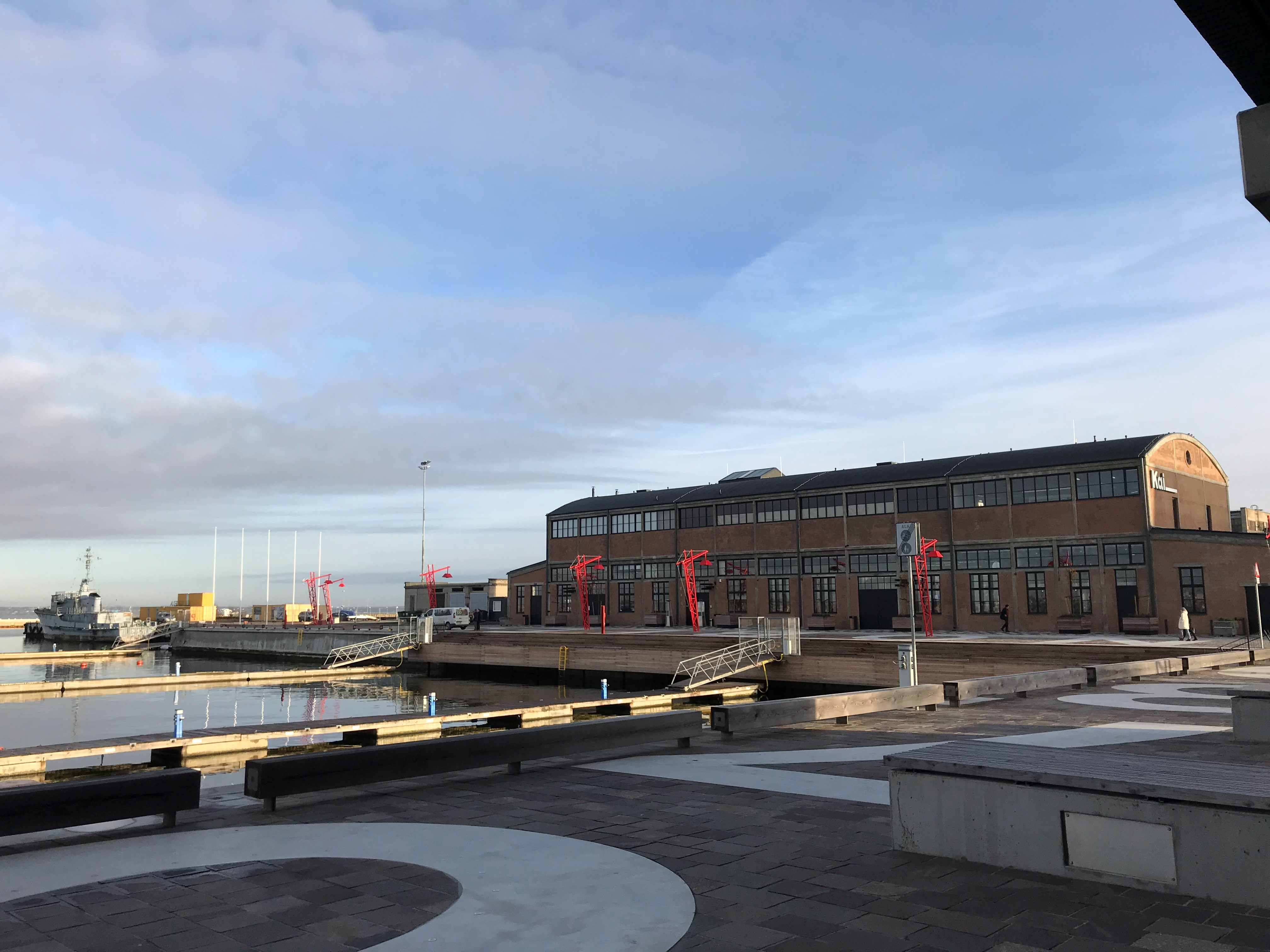
Художественная галерея «Kai»
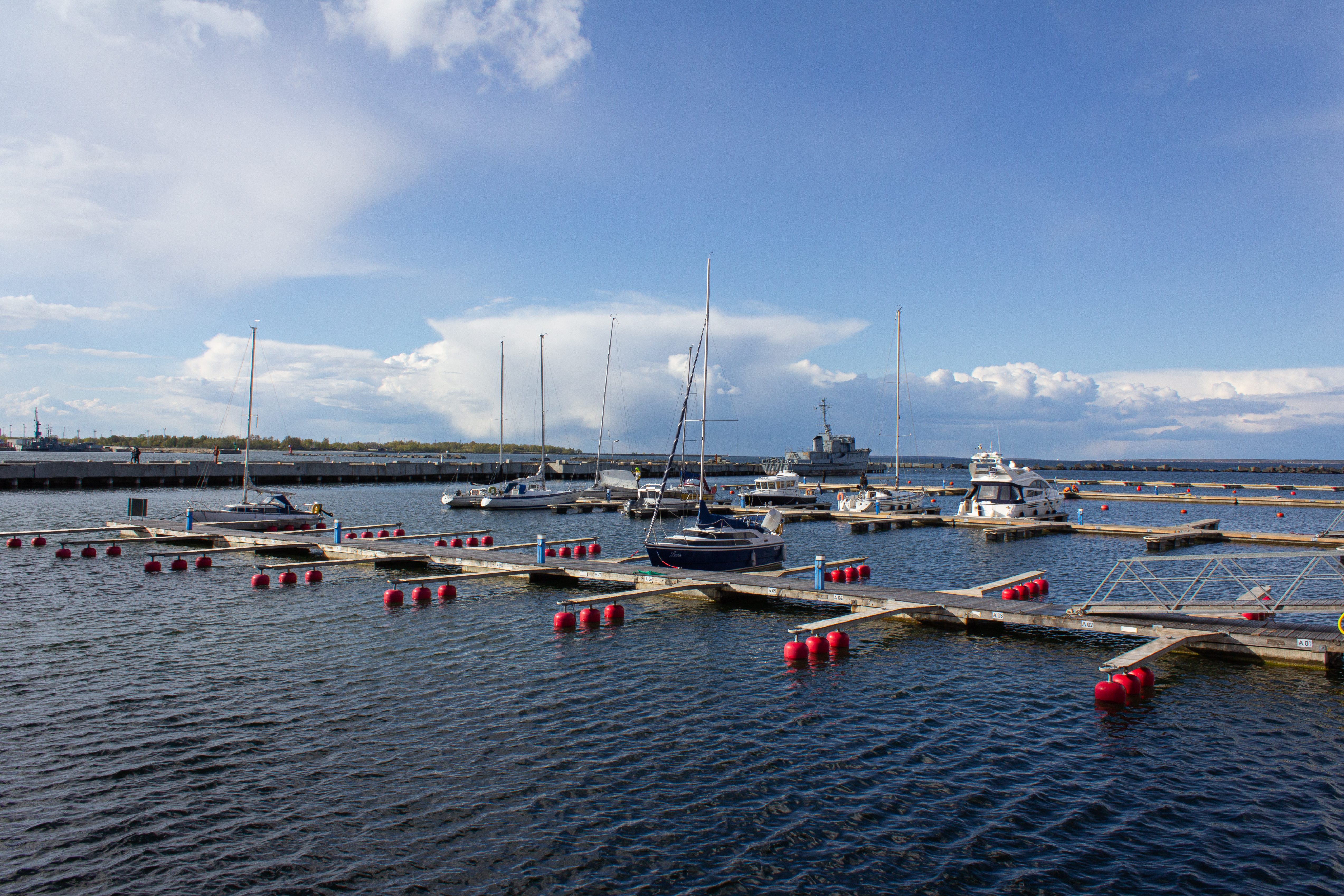
Причалы в яхтенной гавани
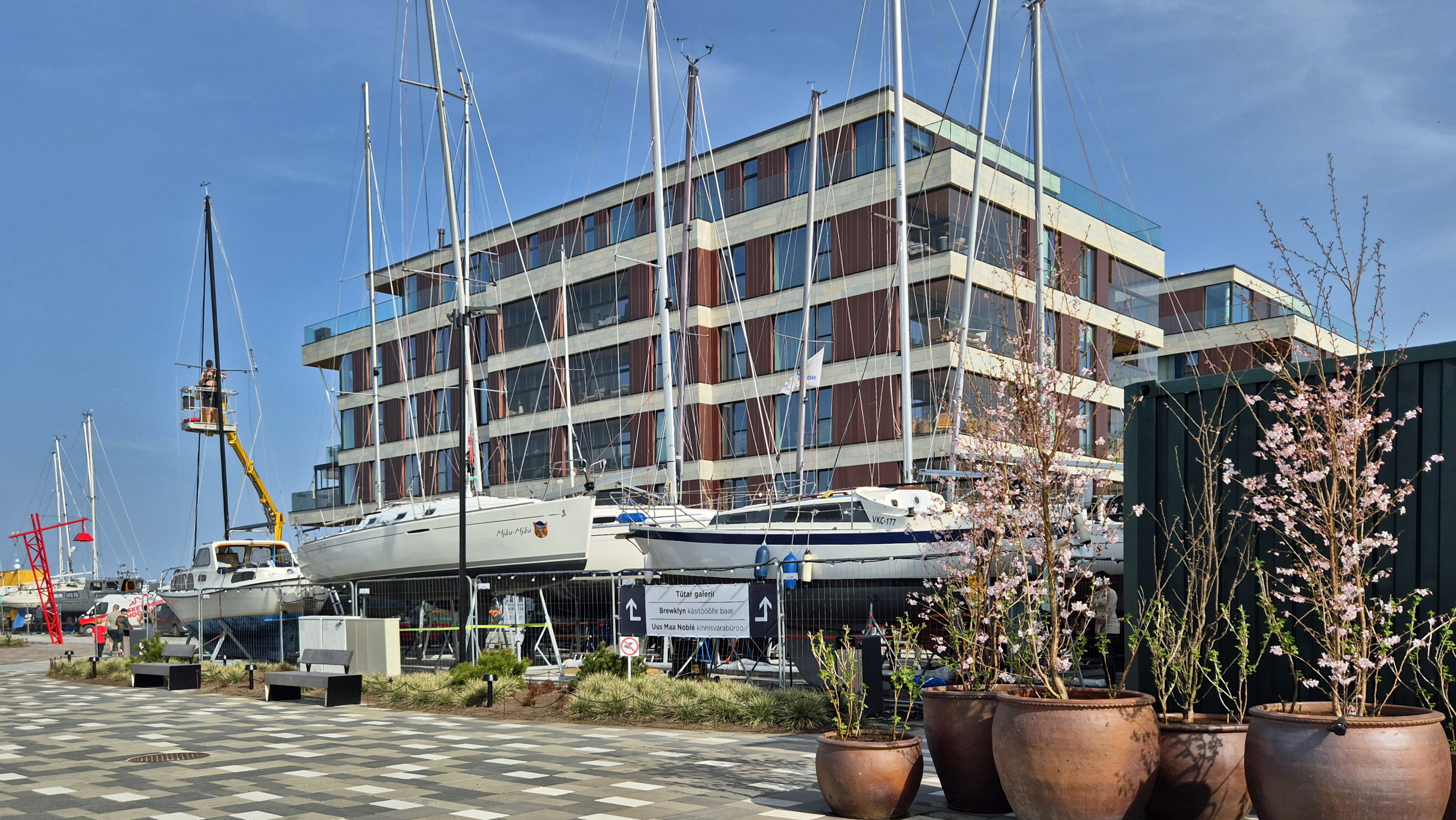
Подготовка яхт к летнему сезону, улица Везиленнуки
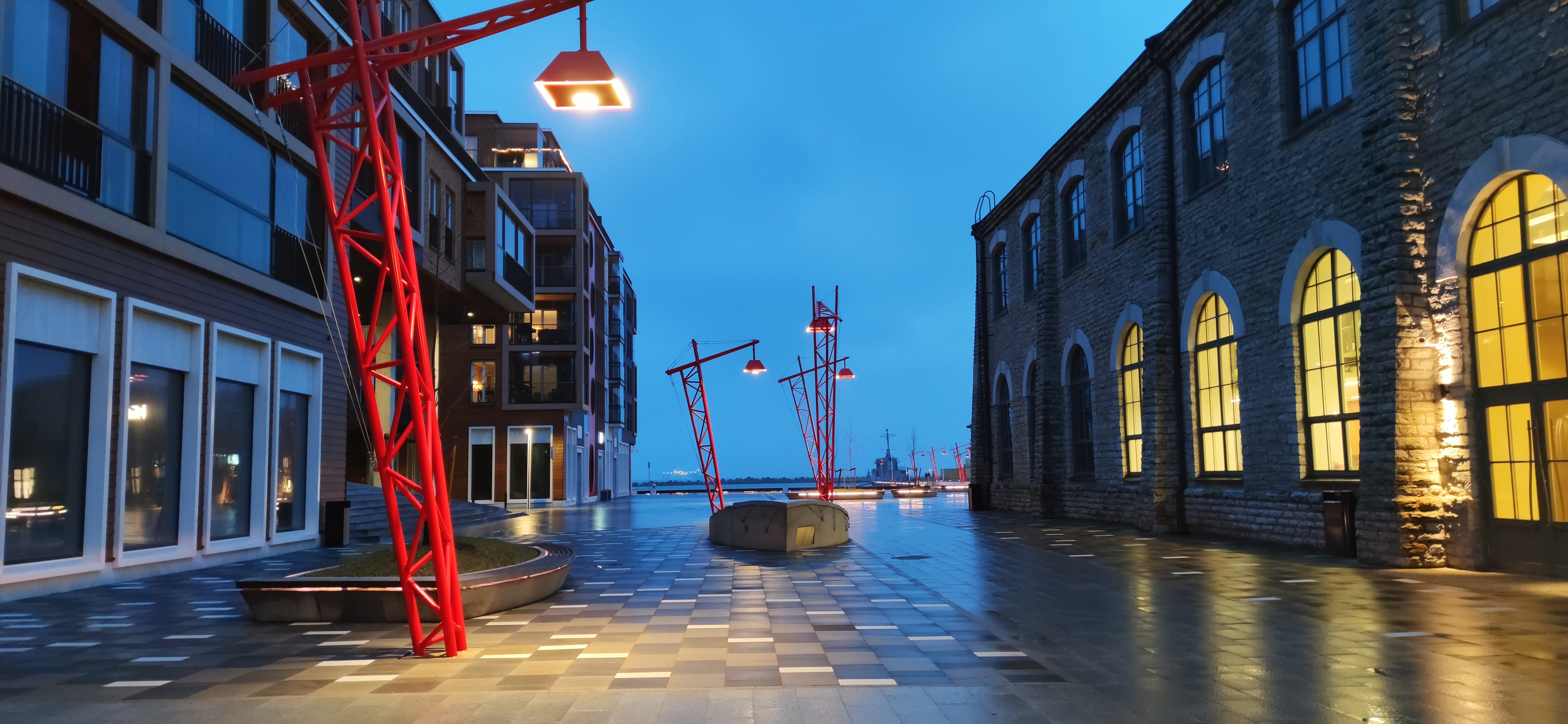
В квартале вечером